# Gedung Harapan (Jati Agung)
Gedung Harapan is een bestuurslaag in het regentschap Lampung Selatan van de provincie Lampung, Indonesië. Gedung Harapan telt 542 inwoners (volkstelling 2010).